# Julio César Britos
Julio César Britos Vázquez (18. květen 1926 – 27. březen 1998) byl uruguayský fotbalista. Nastupoval především na postu útočníka.
S uruguayskou reprezentací vyhrál mistrovství světa roku 1950, byť byl náhradníkem a do bojů na turnaji přímo nezasáhl. V národním týmu působil v letech 1947-1952 a celkem za něj odehrál 12 utkání, v nichž vstřelil 6 gólů.
S Peñarolem Montevideo se stal dvakrát mistrem Uruguaye (1949, 1951), s Realem Madrid získal dva tituly španělské (1953/54, 1954/55).